# Praemastus rhodator
Praemastus rhodator là một loài bướm đêm thuộc phân họ Arctiinae, họ Erebidae.